# Coppa del Re 2023 (hockey su pista)
La Coppa del Re 2023 è stata la 79ª edizione della principale coppa nazionale spagnola di hockey su pista. La competizione ha avuto luogo con la formula della final eight dal 2 al 5 marzo 2023 presso il 	Pavelló Munipal Joan Ortoll di Calafell.
Il trofeo è stato conquistato dal Barcellona per la venticinquesima volta nella sua storia superando in finale il Deportivo Liceo.

## Squadre partecipanti
Le squadre qualificate sono le prime otto classificate al termine del girone di andata dell'OK Liga 2022-2023.
| Club            | Qualificazione                             |
| --------------- | ------------------------------------------ |
| Barcellona      | 1º posto nel girone di andata dell'Ok Liga |
| Deportivo Liceo | 2º posto nel girone di andata dell'Ok Liga |
| Noia            | 3º posto nel girone di andata dell'Ok Liga |
| Reus Deportiu   | 4º posto nel girone di andata dell'Ok Liga |
| Calafell        | 5º posto nel girone di andata dell'Ok Liga |
| Igualada        | 6º posto nel girone di andata dell'Ok Liga |
| Caldes          | 7º posto nel girone di andata dell'Ok Liga |
| Voltregà        | 8º posto nel girone di andata dell'Ok Liga |

## Risultati

### Quarti di finale
| Squadra 1       | Risultato | Squadra 2 |
| --------------- | --------- | --------- |
| 2 marzo 2023    |           |           |
| Deportivo Liceo | 7 - 2     | Caldes    |
| Noia            | 2 - 3     | Voltregà  |
| 3 marzo 2023    |           |           |
| Barcellona      | 5 - 2     | Igualada  |
| Reus Deportiu   | 2 - 1     | Calafell  |

### Semifinali
| Squadra 1       | Risultato | Squadra 2     |
| --------------- | --------- | ------------- |
| 4 marzo 2023    |           |               |
| Deportivo Liceo | 2 - 1     | Voltregà      |
| Barcellona      | 1 - 0     | Reus Deportiu |

### Finale
| Calafell 5 marzo 2023 | Barcellona | 4 – 2 | Deportivo Liceo | Pavelló Munipal Joan Ortoll |